# Grandis serie
Grandis serie, uppkallad efter den italienska matematikern Guido Grandi, är en serie bestående av ettor med alternerande tecken:
{\displaystyle 1-1+1-1+1-1+1-1+1-1\,+\,...}
som också kan skrivas som summan:
{\displaystyle \sum _{n=0}^{\infty }(-1)^{n}}
Serien är divergent, vilket innebär att den inte har någon summa i vanlig mening. Serien är dock Cesàrosummerbar med Cesàrosumman ½.

## Heurestik
Genom att försöka behandla serien 
{\displaystyle 1-1+1-1+1-1+1-1+1-1\ ...}
med olika knep kan man få flera motsägande resultat. Man kan exempelvis, genom att införa parenteser och på så sätt fås resultatet: 
{\displaystyle (1-1)+(1-1)+(1-1)+(1-1)+(1-1)\,+\,...\,=0+0+0+0+0\,+\,...\,=0}
men med en likartad metod fås: 
{\displaystyle 1+(-1+1)+(-1+1)+(-1+1)+(-1+1)\,+\,...\,=1+0+0+0+0\,+\,...\,=1}
vilket då är motsägelsefullt.  
Genom att behandla följden som konvergent kan man även få fram ett tredje värde: 
{\displaystyle S=1-1+1-1+1-1+1-1+1-1\,+\,...}
vilket ger:
{\displaystyle 1-S=1-(1-1+1-1\,+\,...)=1-1+1-1\ +\,...\,=S}
som sedan löses enkelt genom algebra:
{\displaystyle 1-S=S}
{\displaystyle 1=2S}
{\displaystyle {\frac {1}{2}}=S}
där alltså {\textstyle S={\frac {1}{2}}}. Ovanstående knep tar dock inte i åtanke vad en series summa egentligen betyder.

## Divergens
I modern matematik så är summan av en oändlig serie gränsvärdet av talföljden av seriens partiella summor. Grandis series partiella summor är 1, 0, 1, 0 1, ... ,som uppenbarligen inte konvergerar. Serien är därför inte konvergent (men har två ackumuleringspunkter i 0 och 1).
Det kan visas att vissa operationer, exempelvis omordning av termer, på serier som inte är absolutkonvergenta kan ändra resultatet. Grandis serie kan genom termomordning ändras till att producera vilket heltal som helst.

## Alternativa summeringsmetoder
Grandis serie är divergent, men kan med alternativa metoder "summeras" till ett bestämt värde.

### Cesàrosummering
Vid Cesàrosummering betraktar man följden av seriens partiella summor {\textstyle s_{n}} och bildar en ny följd {\textstyle \sigma _{n}} bestående av det aritmetiska medelvärdet av de {\textstyle n} första partiella summorna, det vill säga:
{\displaystyle \sigma _{n}={\frac {s_{1}+s_{2}+...+s_{n}}{n}}}
Cesàrosumman är gränsvärdet för {\textstyle \sigma _{n}}. För Grandis serie är elementen i {\textstyle \sigma _{n}}:
{\displaystyle (1,{\frac {1}{2}},{\frac {2}{3}},{\frac {2}{4}},{\frac {3}{5}},{\frac {3}{6}},{\frac {4}{7}},{\frac {4}{8}},\ ...)=(1,{\frac {1}{2}},{\frac {2}{3}},{\frac {1}{2}},{\frac {3}{5}},{\frac {1}{2}},{\frac {4}{7}},{\frac {1}{2}},\ ...)}
Så att {\textstyle \sigma _{n}={\frac {1}{2}}} för jämna {\textstyle n}, {\textstyle \sigma _{n}={\frac {1}{2}}+{\frac {1}{2n}}} för udda {\textstyle n}. Följden av {\textstyle \sigma _{n}} konvergerar därför till {\textstyle {\frac {1}{2}}}.

### Abelsummering
Vid Abelsummering transformerar man en given serie {\textstyle a_{0}+a_{1}+a_{2}\,+\,...} till en serie {\displaystyle a_{0}+a_{1}x+a_{2}x^{2}\,+\,...}. Om denna nya serie konvergerar för {\displaystyle 0<x<1} till en funktion som har ett gränsvärde då {\textstyle x} går mot 1, kallas detta gränsvärde för Abelsumman. I fallet med Grandis serie får man:
{\displaystyle \lim _{x\to 1}\sum _{n=0}^{\infty }(-x)^{n}=\lim _{x\to 1}{\frac {1}{1+x}}={\frac {1}{2}}.}